# Test Drive 4
Test Drive 4 es un videojuego de carreras desarrollado por Pitbull Syndicate y publicado por Accolade para PlayStation y Microsoft Windows. Alrededor del tiempo de lanzamiento del juego, su franquicia estaba en la altura de su popularidad, eclipsando su discutible mejor competidor conocido, Need for Speed, que le logró vencer en ambos técnica y financiera.

## Jugabilidad
El juego sigue el mismo curso como sus predecesores tomando el jugador en una búsqueda para ganar nuevas pistas y vehículos. Esta entrega tiene el añadido una inclinación de ida internacional, con el desafío ahora extendiendo locaciones alrededor del mundo. Test Drive 4 tiene 14 modernos y clásicos vehículos legales de calle, cubriendo un amplio de creaciones y estilos. Solo algunos vehículos están disponibles para el jugador desde el principio, con el resto necesitando ser ganado o comprado mientras el juego progresa. Hay seis pistas con locaciones en cinco diferentes países.
La versión de PlayStation del juego soportaba su System Link, que permitía carreras multijugador de dos jugadores sin usar pantalla dividida mediante el uso de un cable propietario conectando dos consolas. Está permitido a cada jugador tener sus propios monitores, y requiriendo dos copias del juego, así como las consolas y cables.